# Robbie Knievel

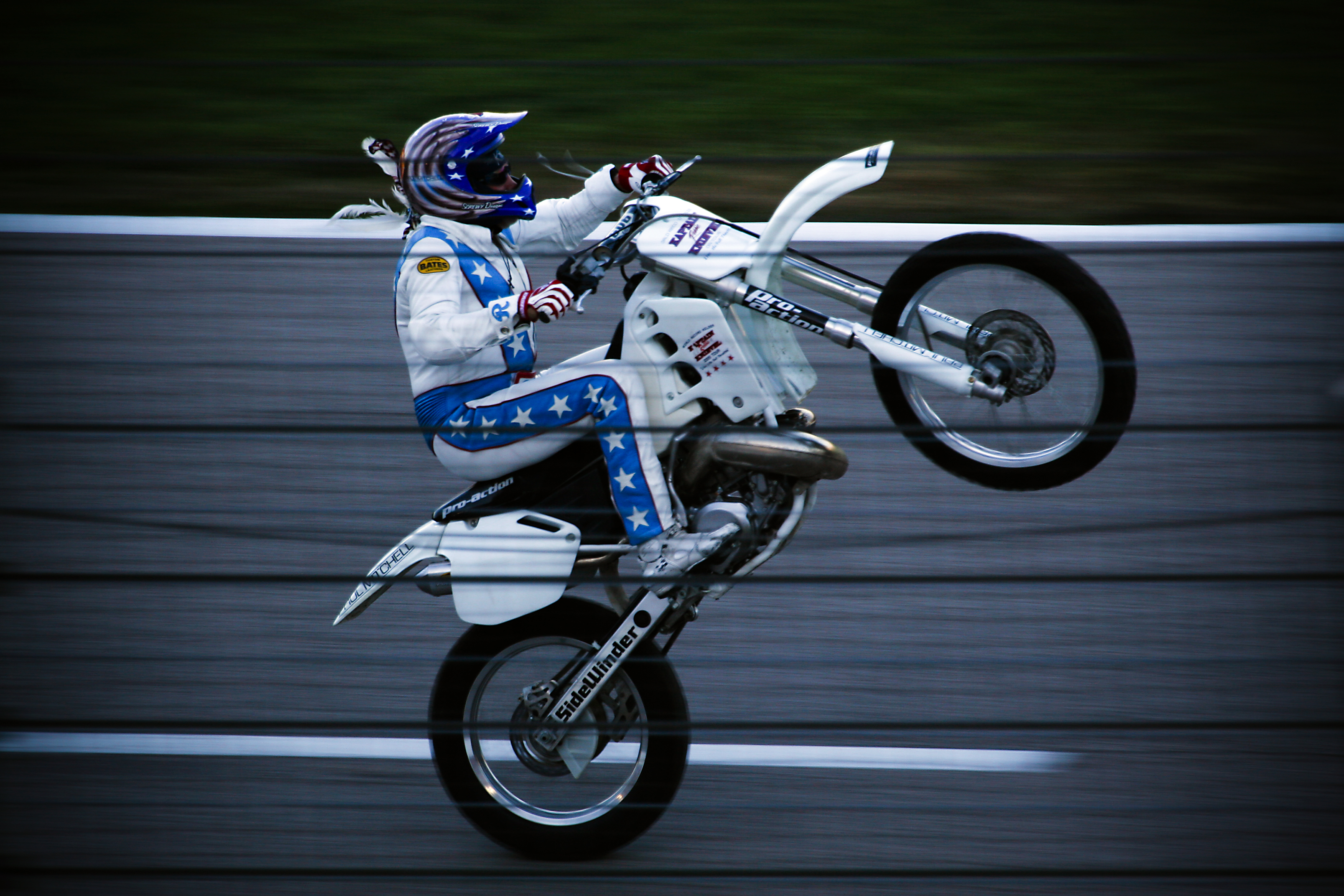
Robbie Knievel bei einem Motorradstunt auf dem Texas Motor Speedway im Jahr 2008

Robert „Robbie“ Edward Knievel (* 7. Mai 1962 in Butte, Montana; † 13. Januar 2023 in Reno, Nevada) war ein US-amerikanischer Stuntman.
Robbie Knievel war der jüngere Sohn und eines der vier Kinder des Stuntmans Evel Knievel und dessen Frau Linda Bork. Er trat seit frühester Jugend in die Fußstapfen seines Vaters und begann mit dem Motorradfahren. Im Alter von 8 Jahren trat er gemeinsam mit seinem Vater in einer Stuntshow im Madison Square Garden auf. Es folgten Touren durch die Vereinigten Staaten und Australien. Mit 19 Jahren trennten sich die Wege von Vater und Sohn und er begann unter dem Künstlernamen Kaptain Robbie Knievel mit eigenen Shows und Einzelauftritten. Knievels Vater blieb als zeitweiliger Ratgeber im Hintergrund. Robbie Knievel gelang der Sprung über die Brunnenanlage des Hotels Caesars Palace in Las Vegas, an dem sein Vater 1968 gescheitert war. 1999 brach er sich bei einem Sprung über einen Teil des Grand Canyon bei der Landung mehrere Rippen. Letzterer Stunt fand am 25. Jahrestag des misslungenen Sprungs seines Vaters über den Snake River Canyon statt.
Knievel starb im Januar 2023 im Alter von 60 Jahren an den Folgen einer Erkrankung an Bauchspeicheldrüsenkrebs in seinem Zuhause in Reno. Er hinterließ seine von ihm geschiedene Ehefrau und drei Töchter. Knievel wurde an der Seite seines Vaters auf dem Mountain View Cemetery in seinem Geburtsort beerdigt.